# ポーク郡 (ジョージア州)
ポーク郡（英: Polk County）は、アメリカ合衆国ジョージア州の郡である。人口は4万2853人（2020年）。郡庁所在地はシーダータウン市であり、同郡で人口最大の都市である。

## 歴史
ポーク郡は1851年12月20日にジョージア州議会の法によって設立された。郡名は第11代アメリカ合衆国大統領ジェームズ・ポークに因んで名付けられた。

## 地理
アメリカ合衆国国勢調査局に拠れば、郡域全面積は312.13平方マイル (808.4 km2)であり、このうち陸地311.14平方マイル (805.8 km2)、水域は0.99平方マイル (2.6 km2)で水域率は0.32%である。

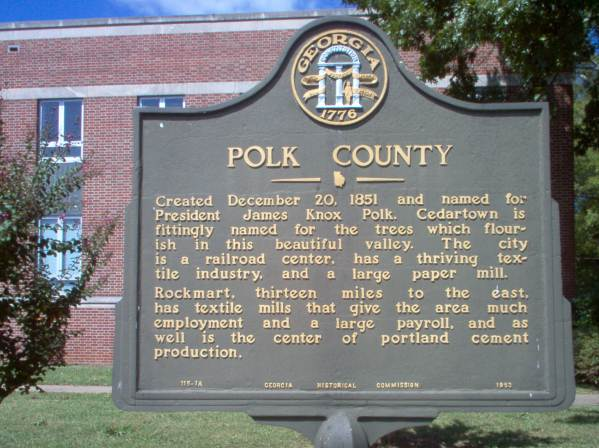
ポーク郡の歴史標識

### 主要高規格道路

#### アメリカ国道
- アメリカ国道27号線
- アメリカ国道27号線産業道路（シーダータウン）
- アメリカ国道278号線
- アメリカ国道278号線産業道路（ロックマート）

#### ジョージア州道
- ジョージア州道1号線
- ジョージア州道1号線産業道路
- ジョージア州道6号線
- ジョージア州道6号線産業道路
- ジョージア州道100号線
- ジョージア州道101号線
- ジョージア州道113号線

### 隣接する郡
- フロイド郡 - 北
- バートウ郡 - 北東
- ポールディング郡 - 東
- ハラルソン郡 - 南
- クリバーン郡 (アラバマ州) - 南西
- チェロキー郡 (アラバマ州) - 西

## 人口動態
以下は2000年国勢調査による人口統計データである。
| 基礎データ - 人口: 38,127人 - 世帯数: 14,012 世帯 - 家族数: 10,340 家族 - 人口密度: 47人/km2（122人/mi2） - 住居数: 15,059軒 - 住居密度: 19軒/km2（48軒/mi2） 人種別人口構成 - 白人: 80.52% - アフリカン・アメリカン: 13.34% - ネイティブ・アメリカン: 0.22% - アジア人: 0.31% - 太平洋諸島系: 0.04% - その他の人種: 4.62% - 混血: 0.95% - ヒスパニック・ラテン系: 7.66% 年齢別人口構成 - 18歳未満: 26.1% - 18-24歳: 9.7% - 25-44歳: 28.8% - 45-64歳: 22.3% - 65歳以上: 13.2% - 年齢の中央値: 35歳 - 性比（女性100人あたり男性の人口） - 総人口: 99.2 - 18歳以上: 95.7 | 世帯と家族（対世帯数） - 18歳未満の子供がいる: 32.9% - 結婚・同居している夫婦: 55.9% - 未婚・離婚・死別女性が世帯主: 13.1% - 非家族世帯: 26.2% - 単身世帯: 22.7% - 65歳以上の老人1人暮らし: 10.5% - 平均構成人数 - 世帯: 2.66人 - 家族: 3.09人 収入と家計 - 収入の中央値 - 世帯: 32,328米ドル - 家族: 37,847米ドル - 性別 - 男性: 29,985米ドル - 女性: 21,452米ドル - 人口1人あたり収入: 15,617米ドル - 貧困線以下 - 対人口: 15.5% - 対家族数: 11.2% - 18歳未満: 18.7% - 65歳以上: 12.6% |

## 都市と町
- シーダータウン - 郡庁所在地
- アラゴン
- ロックマート
- ブラスウェル

## レクリエーション
- シルバー・コメット・トレイル[3]
- ネイサン・ディーン複合施設と公園